# Томас, Найджел
Найджел Томас (нидерл. Nigel Thomas; родился 1 февраля 2001 года, Роттердам, Нидерланды) — нидерландский футболист, нападающий клуба АДО Ден Хааг.

## Клубная карьера
Томас — воспитанник клубов «Спарта» и ПСВ.
Летом 2025 года вернулся в Нидерланды, подписав двухлетний контракт с АДО Ден Хааг.

## Международная карьера
В 2018 году в составе юношеской сборной Нидерландов Томас выиграл юношеский чемпионат Европы в Англии. На турнире он сыграл в матчах против команд Германии и Испании.

## Достижения
Международные
 Нидерланды (до 17)
- Юношеский чемпионат Европы — 2018